# 梅尔森条约
《梅尔森条约》，又译《墨尔森条约》，為西法蘭克王國君主禿頭查理及東法蘭克王國國王日耳曼人路易於公元870年所簽署的條約。
843年，法蘭克王國君主虔誠路易的三位子嗣，洛泰爾、禿頭查理及日耳曼人路易共同簽署《凡爾登條約》，把法蘭克王國分成「中法蘭克王國」、「西法蘭克王國」及「東法蘭克王國」三個部份。
855年，控制中法蘭克王國的洛泰爾去世，他的三個子嗣再次把中法蘭克王國分為三份，分別是北部的洛林和普羅旺斯及南部的意大利。管理北部兩片領地的兒子相繼在863年及869年去世，這使得西法蘭克及東法蘭克的君主共同把中法蘭克王國瓜分。最後，西法蘭克及東法蘭克瓜分了洛林及普羅旺斯兩地，而意大利則繼續維持現狀。這條條約在今日荷蘭的梅尔森簽署，因而得名。
這條條約亦界定今天德、法、意三國國界的基本雛型。